# Konrad I. von Dachau
Konrad I. von Dachau (auch von Scheyern-Dachau) († nach 5. November 1130) war ein Sohn von Arnold I. von Scheyern (Dachau). Seine Mutter war Beatrix von Reipersberg.

## Leben
Konrad I. war als Graf von Scheyern-Dachau ein begüterter und einflussreicher Regionalfürst im Westen des Herzogtum Bayerns. Er starb als Mönch in der inzwischen zum Kloster umgebauten Burg Scheyern. Durch ihn kam der Name Konrad in den Dachauer Zweig des Geschlechtes der Wittelsbacher.

## Familie
Konrad heiratete möglicherweise Willibirg von Krain-Orlamünde († 11. Januar), eine Tochter des Markgrafen Ulrich von Krain-Orlamünde. Aus der Ehe gingen zwei Kinder hervor:
- Konrad II. von Dachau († 8. Februar 1159), späterer Herzog von Meranien
- Arnold III. von Dachau (* um 1122; † nach 1. November 1185)